# Meredith Davies
Meredith Davies est un organiste et chef d'orchestre britannique, né à Birkenhead le 30 juillet 1923 et décédé le 9 mars 2005.

## Biographie
Il fait ses débuts comme organiste et directeur musical aux cathédrales de Saint-Albans et de Hereford, avant de diriger plusieurs grands orchestres comme ceux de la City of Birmingham Choir, le Birmingham City Orchestra, l’English Opera Group, l’Orchestre symphonique de Vancouver, le BBC Training Orchestra et la Royal Choral Society.
Il conduit la plupart des plus importantes œuvres de Frederick Delius et de Benjamin Britten, faisant les premières représentations d’œuvres de Richard Rodney Bennett, Humphrey Searle, et Lennox Berkeley. Sa plus célèbre association demeure celle avec Benjamin Britten dont le War Requiem est présenté en grande première à la Cathédrale de Coventry en 1962.